# چک ۴۵۴ جی‌بی
چک ۴۵۴ جی‌بی (به انگلیسی: Chak No. 454 JB Koriana) یک روستا در پاکستان است که در پنجاب واقع شده‌است.